# Aisne (departement)

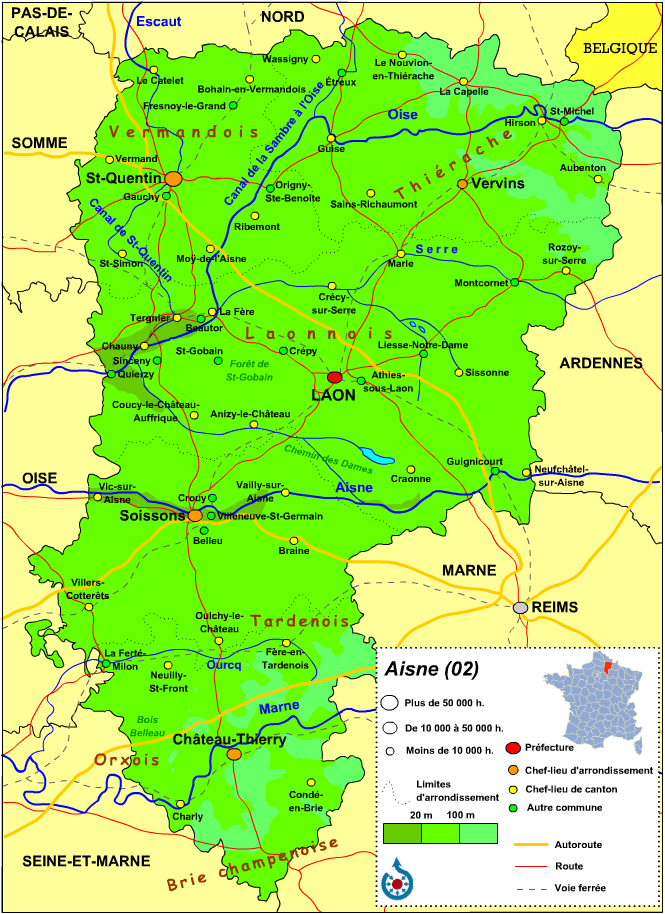
Kaart van het departement Aisne

Aisne (02) is een Frans departement, dat zijn naam ontleent aan de rivier met dezelfde naam. In 2020 telde het departement 529.374 inwoners, die Axonais(es) worden genoemd. Het departement ligt in de regio Hauts-de-France. De prefectuur (hoofdstad) is Laon.

## Geschiedenis
Het departement was een van de 83 departementen die werden gecreëerd tijdens de Franse Revolutie, op 4 maart 1790 door uitvoering van de wet van 22 december 1789.
Het werd samengesteld uit gebieden die behoorden tot het kroondomein Île-de-France (Laonnois, Soissonnais, Noyonnais, Valois), Picardië (Graafschap Vermandois, Thiérache) en Champagne. Het grondgebied van het nieuwe departement kwam grotendeels overeen met de generaliteit Soissons, opgericht in 1595. Als prefectuur werd gekozen voor Laon boven Soissons. Laon lag immers centraal in het nieuwe departement. Aanvankelijk was het departement onderverdeeld in zes districten en 63 kantons. In 1800 vervingen de arrondissementen de districten en kreeg Aisne vijf arrondissementen.
Tijdens de Eerste Wereldoorlog was Laon bezet door de Duitsers en verhuisde de prefectuur tijdelijk naar Château-Thierry.
Tot die regio op 1 januari 2016 werd samengevoegd met Nord-Pas-de-Calais behoorde het departement Aisne tot de regio Picardië.

## Geografie
Aisne wordt begrensd door de departementen Nord, Somme, Oise, Seine-et-Marne, Marne en Ardennes alsmede door België.
Waterlopen: Aisne, Marne, Ourcq, Vesle, Somme, Oise, Serre.
Aisne bestaat uit de vijf arrondissementen:
- Arrondissement Château-Thierry
- Arrondissement Laon
- Arrondissement Saint-Quentin
- Arrondissement Soissons
- Arrondissement Vervins

Aisne heeft 21 kantons:
- Kantons van Aisne

Aisne heeft 804 gemeenten (stand op 1 januari 2015):
- Lijst van gemeenten in het departement Aisne

## Demografie
In 1814 telde het departement 454.090 inwoners.

### Demografische evolutie sinds 1962
| Naam       | Index 1962    | Index 1968    | Index 1975    | Index 1982    | Index 1990    | Index 1999    | Index 2008    | Index 2019    |
| ---------- | ------------- | ------------- | ------------- | ------------- | ------------- | ------------- | ------------- | ------------- |
| Aisne      | 100,0         | 102,6         | 104,1         | 104,2         | 104,8         | 104,5         | 105,1         | 103,6         |
| Frankrijk* | 100,0         | 107,1         | 113,3         | 117,0         | 121,9         | 126,0         | 133,8         | 140,1         |
|            |               |               |               |               |               |               |               |               |
| Naam       | Inw./km² 1962 | Inw./km² 1968 | Inw./km² 1975 | Inw./km² 1982 | Inw./km² 1990 | Inw./km² 1999 | Inw./km² 2008 | Inw./km² 2019 |
| Aisne      | 69,6          | 71,4          | 72,4          | 72,5          | 72,9          | 72,7          | 73,1          | 72,2          |
| Frankrijk* | 84,2          | 90,1          | 95,4          | 98,5          | 102,7         | 106,1         | 112,7         | 119,7         |

Frankrijk* = exclusief overzeese gebieden
Bron: Recensement Populaire INSEE - 1962 tot 1999 population sans doubles comptes, nadien Population Municipale
Op 1 januari 2022 had Aisne 525.558 inwoners.

### De 10 grootste gemeenten in het departement
| Nr. | Gemeente             | Aantal inwoners (2022) |
| --- | -------------------- | ---------------------- |
| 1   | Saint-Quentin        | 52.995                 |
| 2   | Soissons             | 28.667                 |
| 3   | Laon                 | 24.066                 |
| 4   | Château-Thierry      | 15.068                 |
| 5   | Tergnier             | 13.261                 |
| 6   | Chauny               | 11.456                 |
| 7   | Villers-Cotterêts    | 10.376                 |
| 8   | Hirson               | 8.565                  |
| 9   | Bohain-en-Vermandois | 5.724                  |
| 10  | Gauchy               | 5.197                  |

## Afbeeldingen

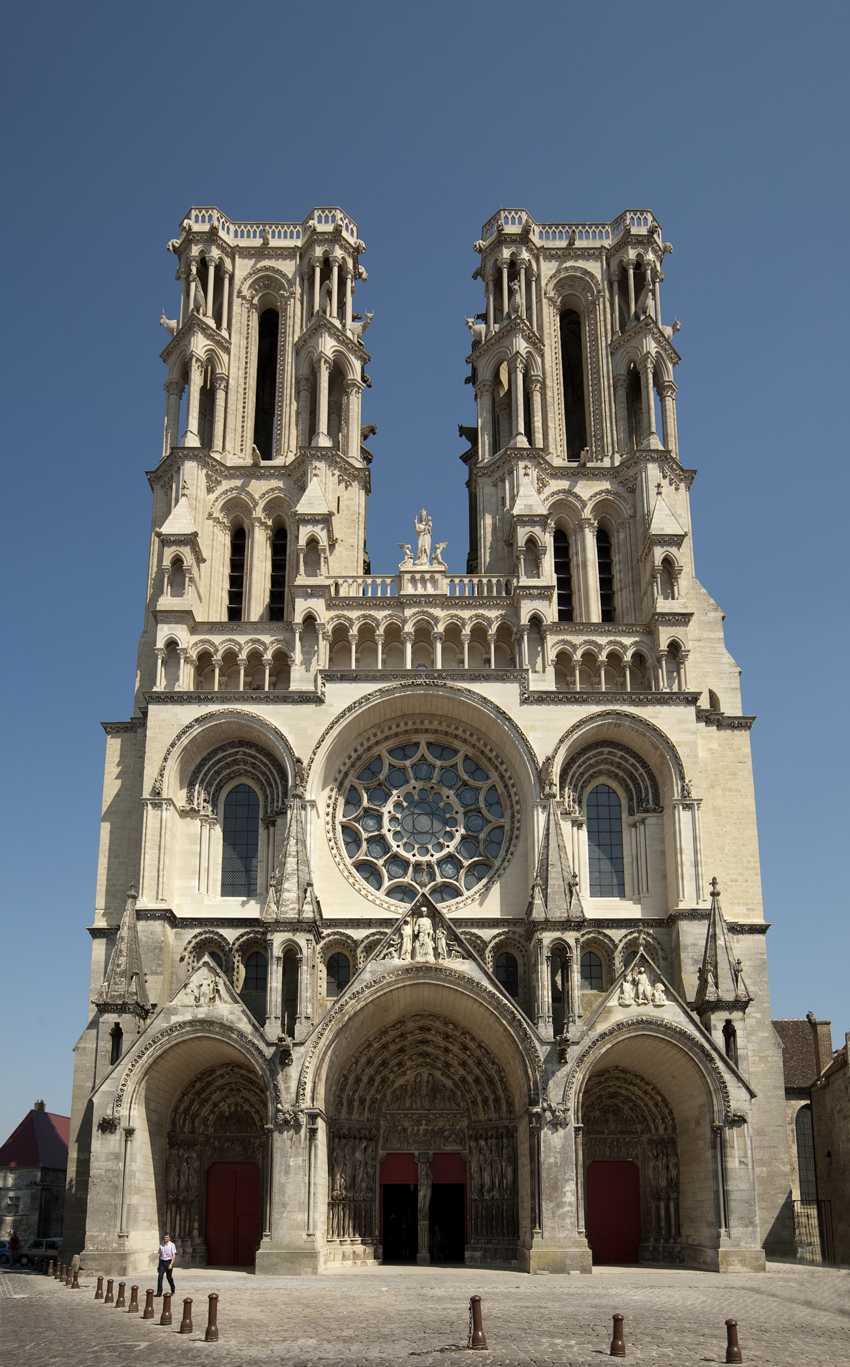
Cathédrale Notre-Dame, Laon
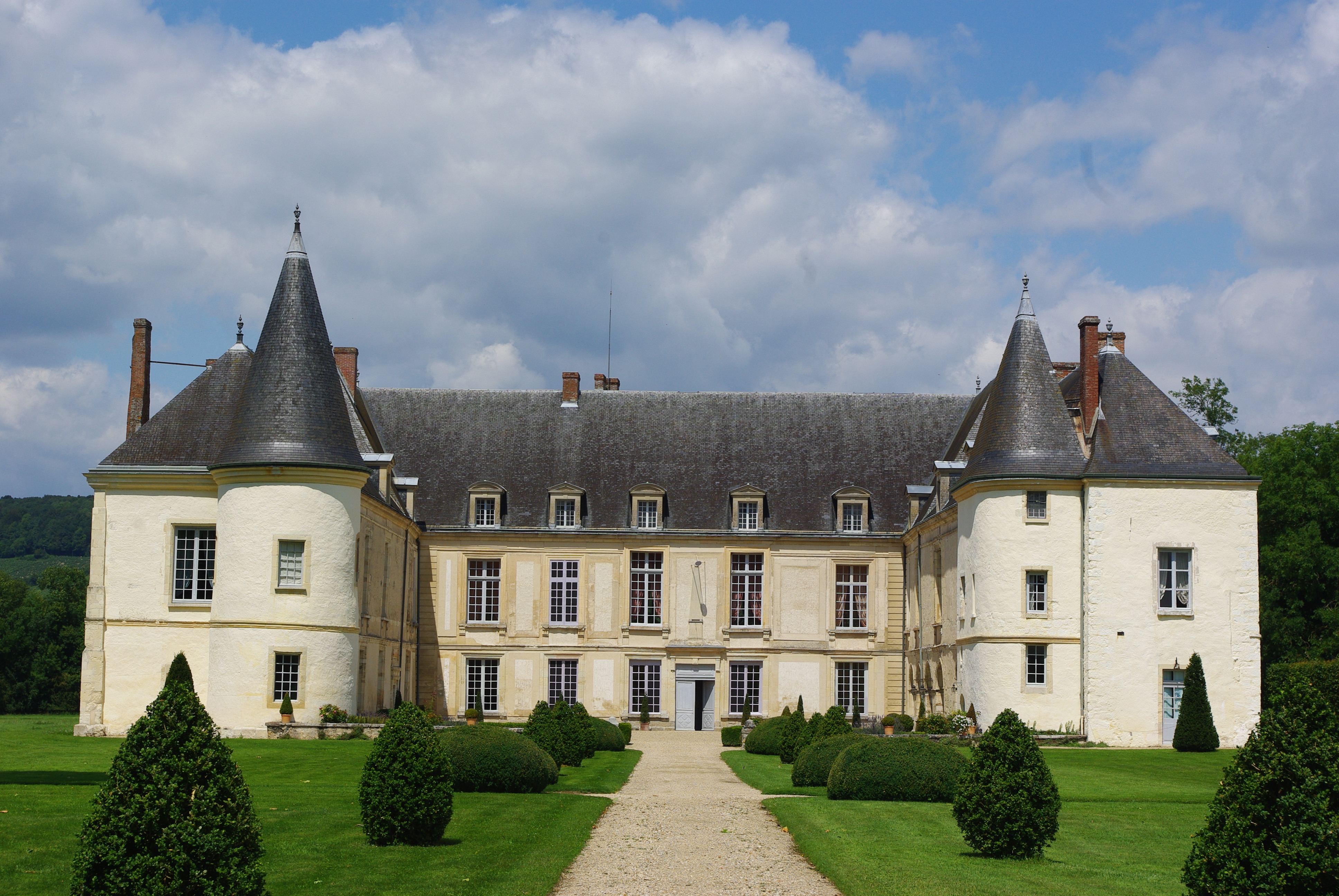
Château de Condé, Condé-en-Brie
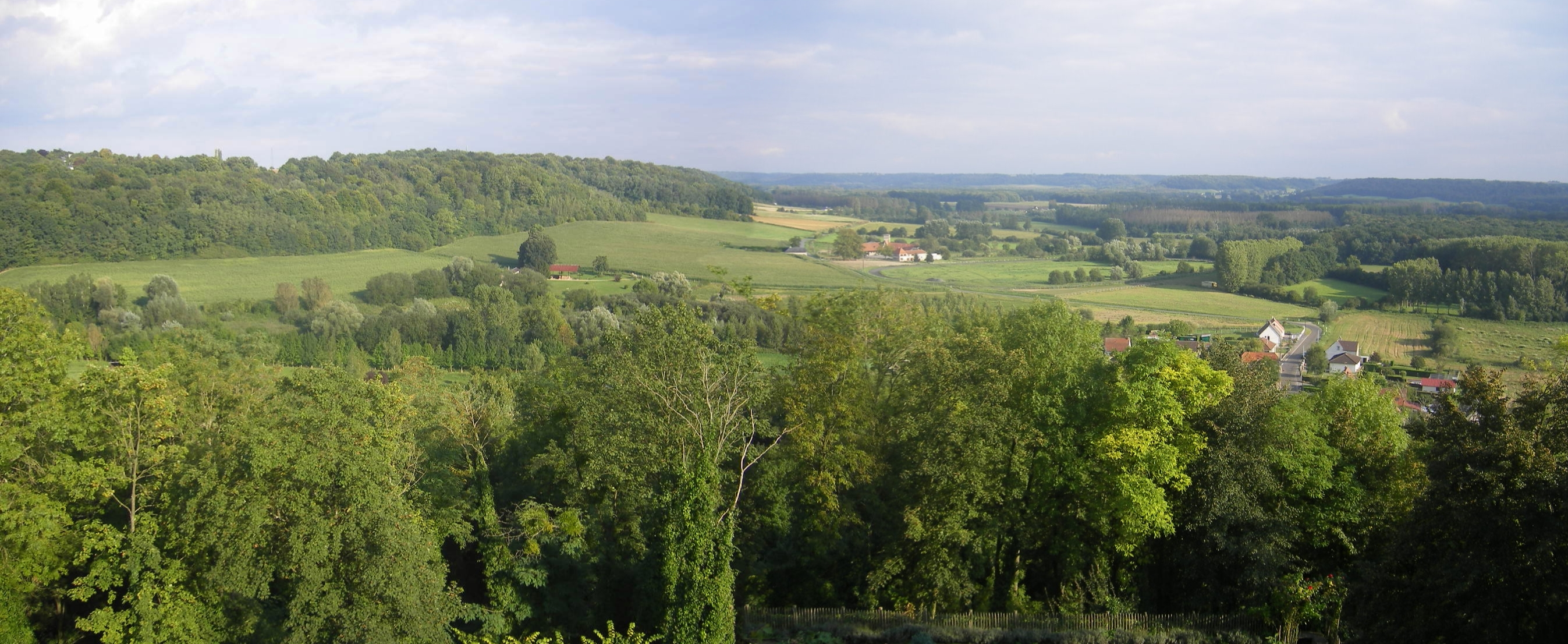
Landschap bij Coucy-le-Château-Auffrique